# Purwadana
Purwadana is een bestuurslaag in het regentschap Karawang van de provincie West-Java, Indonesië. Purwadana telt 12.151 inwoners (volkstelling 2010).